# Moonrise, Hernandez, New Mexico
Moonrise, Hernandez, New Mexico – czarno-biała fotografia autorstwa Ansela Adamsa, wykonana popołudniem 1 listopada 1941 z pobocza autostrady US 84 / US 285 w Hernandez. Przybliżone współrzędne miejsca, skąd zrobiono zdjęcie to 36°03′25,9″N 106°07′01,1″W/36,057186 -106,116974.
Zdjęcie przedstawia księżyc na tle czarnego nieba, wschodzący nad skromnymi zabudowaniami, kościołem i cmentarzem pełnym krzyży. Na drugim planie widać pokryte śniegiem góry. Adams wykonał zdjęcie w ostatniej chwili zachodu słońca, które jeszcze oświetlało białe krzyże i zabudowania.
Zdjęcie zyskało popularność na tyle, że sam Adams w trakcie swojej długiej kariery osobiście wykonał ponad 1300 odbitek. Sława fotografii wzrosła, gdy odbitka z 1948 została w 1971 sprzedana na aukcji za „niesłychaną wówczas kwotę 71 500 dolarów amerykańskich” (432 800 w 2017); tę samą odbitkę w 2006 sprzedano w domu aukcyjnym Sotheby’s za 609 600 dolarów.

## Powstanie
W październiku 1941 sekretarz Departamentu Zasobów Wewnętrznych Stanów Zjednoczonych, Harold L. Ickes zamówił u Adamsa sześciomiesięczny projekt, polegający na fotografowaniu obszarów będących pod jurysdykcją departamentu. Wielkoformatowe fotografie miały dekorować wnętrze nowo powstającego Muzeum Zasobów Wewnętrznych (Interior Museum). W podróży po zachodzie USA Adamsowi towarzyszył syn Michael i jego najlepszy przyjaciel, Cedric Wright. Na miejsce fotografii natknęli się późnym popołudniem 1 listopada, podróżując przez dolinę Rio Chama w stronę Españoli, przy czym relacje co się dokładnie zdarzyło nie były spójne.

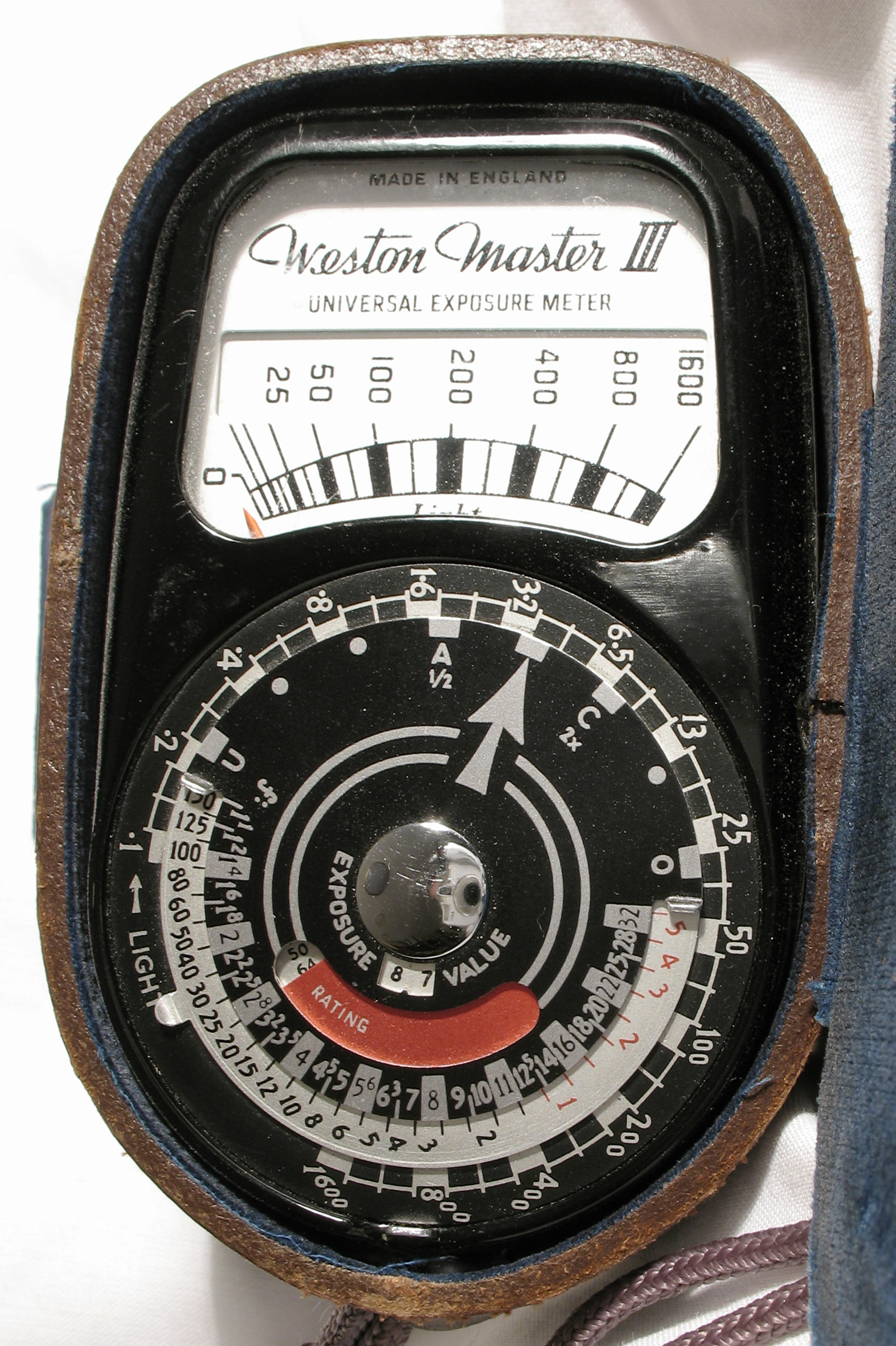
Światłomierz Weston Master

Po raz pierwszy zdjęcie opublikowano na rozkładowej stronie rocznika U.S. Camera Annual 1943, pod koniec 1942, jako wybór redaktora U.S. Camera, Edwarda Steichena. Wypowiedź Adamsa z tej książki: 

Było zrobione po zachodzie słońca, zmierzch rozświetlał dalekie szczyty i chmury. Średnie naświetlenie pierwszego planu odpowiadało „U” na światłomierzu Weston Master; księżyc i szczyty ewidentnie nie przekraczały wartości „A”;... Niektórzy mogą potraktować tę fotografię jako pokaz umiejętności, ale według mnie jest to raczej zwykła fotografia krajobrazu typowego dla Nowego Meksyku. Fotografie o zmierzchu są niestety lekceważone; to co wydaje się bezbarwne i nieinteresujące w dzień może osiągnąć niezwykłą jakość w półmroku przed zapadnięciem ciemności.

Późniejsze wypowiedzi Adamsa miały w sobie więcej dramaturgii. W swojej autobiografii, dokończonej wkrótce po jego śmierci w 1984 przez asystentkę i redaktorkę Mary Alinder, podróżni zauważyli „fantastyczną scenę”, kościół i cmentarz w pobliżu Hernandez i zjechali na pobocze. Adams przypominał sobie, że krzyknął na swojego syna Michaela i na Wrighta „Zróbcie to! Zróbcie to, na miłość boską! Nie mamy dużo czasu!”. W pośpiechu by zdążyć przed znikającym słońcem udało się im rozłożyć statyw i aparat, wiedząc, że zostało jedynie kilka chwil ze światłem.
Podobnie Adams wypowiadał się w swojej książce Examples: The Making of 40 Photographs z 1983 roku

Nie mogłem znaleźć mojego światłomierza Weston! Sytuacja była tragiczna: zachodzące słońce obramowywało brzeg chmur na zachodzie, a cień przyćmił białe krzyże ... Nagle uświadomiłem sobie, że znam luminancję księżyca – 250 cd na stopę kwadratową. Według wzoru odpowiadało to strefie VII w systemie strefowym... Po zwolnieniu spustu migawki uświadomiłem sobie, że zrobiłem niezwykłe zdjęcie, które zasługiwało na duplikat. Szybko obróciłem ramkę kliszy, ale w momencie, gdy zdejmowałem osłonę, światło słoneczne zeszło z białych krzyży; zabrakło paru sekund! Pojedynczy negatyw nagle stał się cenny.

## Datowanie fotografii
Beaumont Newhall, fotograf i przyjaciel Adamsa był zaskoczony, że Adams nie znał daty wykonania fotografii. Adams pamiętał, że zdjęcie zostało wykonane jesienią, ale podawał różne lata: 1940, 1941, 1942, pomimo faktu, że zdjęcie opublikowano w 1943–1944.
Newhall zastanawiał się, czy dane astronomiczne widoczne na zdjęciu mogą rozstrzygnąć wątpliwości i zwrócił się do Davida Elmore’a z High Altitude Observatory w Boulder. Skupił się na jesiennych okresach lat 1941–1944 i mógł dzięki temu ograniczyć się do 36 możliwych dat. Jeśli chodzi o lokalizację, ograniczył się do skraju szosy. Na podstawie tych informacji, z użyciem oprogramowania wyświetlał tarczę księżyca i jej położenie, by znaleźć właściwe dopasowanie. Elmore doszedł do wniosku, że Moonrise zostało sfotografowane 31 października 1941 o 16:03. Adams podziękował Elmore’owi za ustalenie daty i podawał ją w kolejnych publikacjach, w tym w pochodzącej z 1983 roku książce Examples: The Making of 40 Photographs, w której godzinę zaokrąglił do 16:05.
Dennis di Cicco z czasopisma Sky & Telescope dowiedział się o wynikach badań Elmore’a i zdecydował się je sprawdzić. Di Cicco wprowadził położenie, kierunek i czas do programu wyświetlającego położenie Księżyca, ale lokalizacja nie zgadzała się z wizerunkiem satelity. Różnica zaintrygowała Di Cicco. Od czasu do czasu, przez 10 lat wracał do tematu, a nawet odwiedził miejsce, by stwierdzić w 1991, że „Adams był na skraju dawnego przebiegu drogi, około 50 stóp na zachód miejsca na obecnej autostradzie wskazanego przez Elmore’a”. Obliczenia Di Cicco określiły czas wykonania fotografii na 1 listopada 1941 o 16:49:20. Wynik poddał weryfikacji przez Elmore’a, który zgodził się z Di Cicco. Elmore’a zmyliły zniekształcenia monitora w połączeniu z nieprecyzyjnością współrzędnych Adamsa. W 1981 monitory do kart graficznych CGA nie zapewniały proporcji 1:1, oprogramowanie musiało kompensować tę niedoskonałość.